# Evangelische Kirche (Hüsingen)

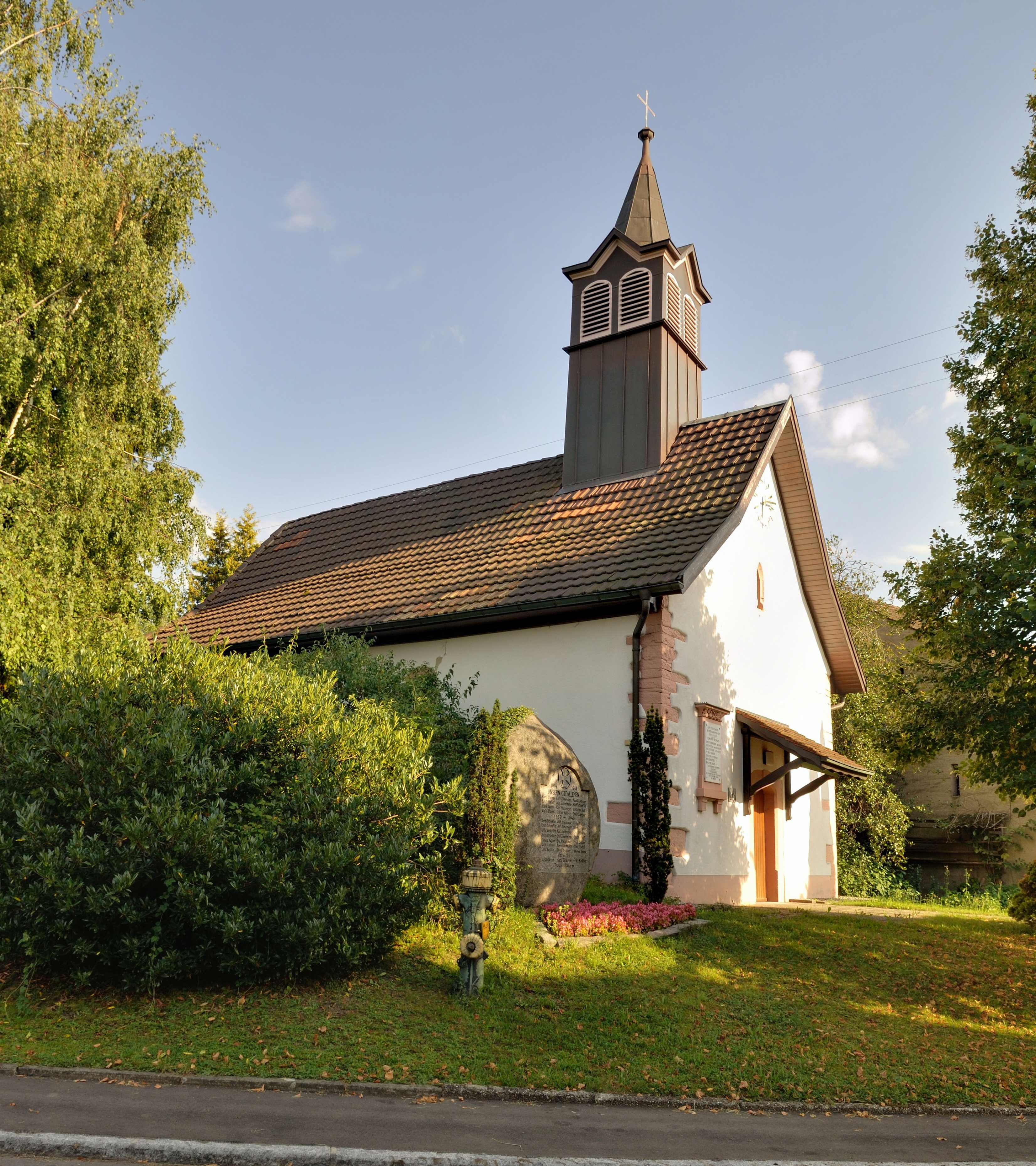
Evangelische Kirche Hüsingen

Die  Evangelische Kirche Hüsingen im Ortsteil Hüsingen der Gemeinde Steinen  wurde erstmals in der zweiten Hälfte des 14. Jahrhunderts genannt. Das heutige Bauwerk stammt aus dem Jahr 1726.

## Geschichte

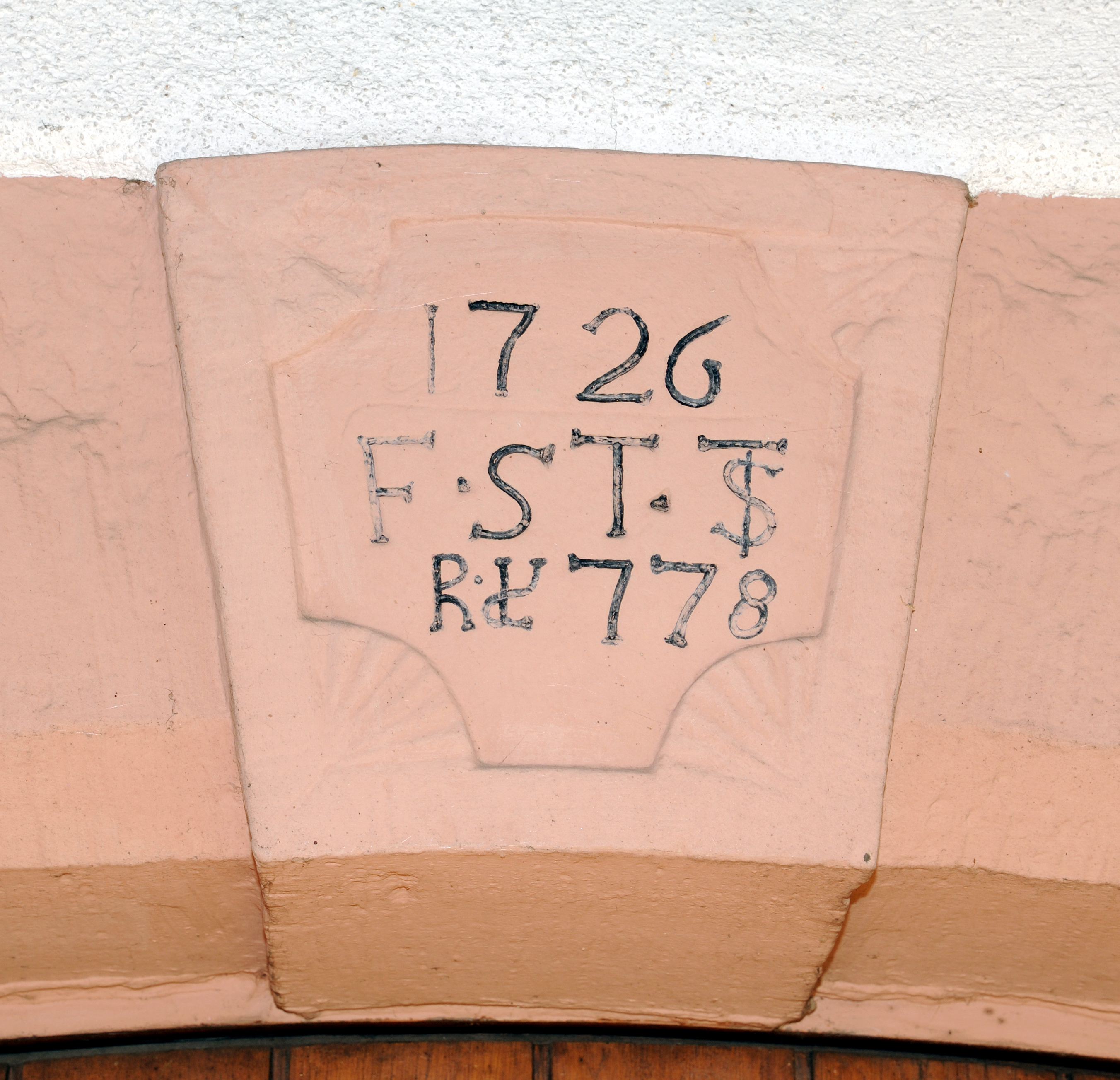
Gründungsstein mit Jahreszahl 1726

Die Kirche in Hüsingen wird urkundlich zum ersten Mal in den Jahren 1360 bis 1370 als Filialkirche von Steinen („Steina cum filia Husikon“) genannt. Als eigenständige Kirche (kilche ze Huisinkon) taucht das Gotteshaus 1406 auf, wird aber 1508 wieder als Filialkirche bezeichnet. Da im Jahr 1672 berichtet wird, dass keine Kanzel vorhanden war, kann daraus geschlossen werden das zu diesem Zeitpunkt kein Gottesdienst abgehalten wurde.
Der bauliche Zustand verschlechterte sich so weit, dass Anfang des 18. Jahrhunderts die Predigten in der Kirche in Steinen durchgeführt werden mussten. 1726 kam es zur Erneuerung; die Jahreszahl wurde über dem Eingangsportal eingemeißelt.

## Beschreibung
Die kleine Kirche steht zentral an der kurvigen Durchgangsstraße in Hüsingen. Das Gotteshaus besteht aus einem einfachen Saalbau mit einem in der Mitte leicht eingeknickten Satteldach und einem Dachreiter über der westlichen Giebelseite. Dieser hat zu jeder Seite jeweils zwei nebeneinander angeordnete, rundbogige Klangarkaden und darüber ein Pyramidendach mit Turmkugel und Kreuz als Abschluss. Der Bau verfügt vom Boden bis zur Dachkante über Eckquaderung. Das Hauptportal befindet sich an der Westfassade. Im Dachgiebel über dem Eingang sitzt das Zifferblatt der Turmuhr. Links vom Eingang ist eine Gedenktafel für sieben Teilnehmer an den Kriegen 1866 und 1870/1871 angebracht. Neben der Kirche befindet sich ein Gedenkstein für die Gefallenen beider Weltkriege.
Die erste urkundlich gesicherte Kirchenglocke erhielt das Gotteshaus 1672. Diese und auch eine später hinzugekommene mussten während der Weltkriege zu Rüstungszwecken abgegeben werden. Die heutigen Bronzeglocken wurden 1953 von der Glockengießerei Bachert im Werk  Bad Friedrichshall gegossen. Ihre Schlagtöne sind g′′ und b′′.
Die heutige Orgel wurde 1993 von der Manufaktur Freiburger Orgelbau Hartwig und Tilmann Späth gebaut. Sie hat ein Manual mit vier Registern und angehängtem Pedal.